# Известные неизвестные
«Известные неизвестные» (англ. «Known Unknown») — седьмой эпизод шестого сезона сериала «Доктор Хаус».

## Содержание
Две девушки попадают на закрытый концерт известной рок-группы, который проходит в дорогом отеле. Одна из них, Джордан, начала распухать — сперва стопы, потом кисти.
Уилсон и Хаус должны поехать на конференцию по фармакологии, однако пациентка заставляет Хауса задержаться. Он считает, что у неё рабдомиолиз. Форман и Чейз делают МРТ, но ничего не обнаруживают. Анализ подтверждает рабдомиолиз, но проблем с мышцами не наблюдается. Хаус проводит с пациенткой тест на быстрые движения и у неё возникает паралич рук. Это означает, что рабдомиолиз вызвала какая-то другая болезнь. Девушка рассказывает, что встретила на вечеринке писателя и с подругой шпионила за ним. Команда узнает, что они ели в ресторане и берут пищу на проверку. Форман считает, что именно принятие пищи могло повлечь ухудшение состояния здоровья. Команда проверяет пациентку на булимию.
После проверки команда понимает, что версия с булимией неверна, а у Джордан возникает кровотечение вокруг сердца. Хаус, Уилсон и Кадди едут на конференцию, однако из-за сложной ситуации в больнице команда связывается с Хаусом по телефону. Он говорит, что у неё или инфекция, или влияние токсинов. Вскоре у девушки возникает кровотечение в мозге. Пациентка теряет способность правильно мыслить и начинает врать не подозревая, что это неправда. На конференции Хаус понимает, что Уилсон хочет выступить перед врачами с темой под названием «Эвтаназия». Он понимает, что такая речь может погубить карьеру его друга, и вводит ему препарат, который «отключает» Уилсона на некоторое время. Хаус под именем другого врача читает речь Уилсона и тем самым спасает его карьеру. Также Хаус узнает, что Кадди всё это время встречалась с Лукасом. Чейз и Кэмерон решают с помощью камер, расположенных в здании, в котором проходила вечеринка, узнать, куда ходила Джордан. Они видят, что девушка нашла блокнот писателя, по которому она следила, и решила вернуть вещь владельцу. Кэмерон думает, что мужчина мог изнасиловать девушку, но поскольку она не имеет доказательств, команда решает начать лечение от передозировки регипнола.
Лечение не помогает, а у Джордан возникает кровотечение в районе почек. Команде нужно знать, что было с девушкой той ночью. Кэмерон предлагает дать ей препарат, с которым она сможет мыслить чётко и сказать правду. Джордан говорит, что писатель дал ей таблетку, а потом у них возникли сексуальные отношения. Посмотрев на компьютер, Форман понимает, что у неё повышенное преорбитальное давление, а это значит, что она снова наврала. Команда решает лечить пациентку от риккетсий, поскольку писатель путешествует с собакой. Хаус понимает, что у девушки морской вибрион, который передался ей через употребление устриц, а вследствие гемохроматоза появились все симптомы. Команда начинает лечение, и пациентка выздоравливает. Дома Чейз признается Кэмерон, что убил Дибалу.

## Музыка
- Men Without Hats — «The Safety Dance» (начальная сцена)
- Синди Лопер — «Time After Time» (вечеринка в стиле 80-х)
- Metallica — «Fuel» (звучит в ноутбуке, когда Хаус тестирует Джордан на быстрые движения)

## Эфир и рейтинги
Эпизод «Известные неизвестные» вышел в эфир на телеканале Fox 9 ноября 2009 года. Примерно количество зрителей, смотревших первый показ, оценивается в 13,31 миллиона человек.